# قصعين رمادي أشيب
قصعين رمادي أشيب (الاسم العلمي:Salvia canescens) هو نوع من النباتات يتبع جنس القصعين من الفصيلة الشفوية.